# Heidi El Tabakh
Heidi El Tabakh (ur. 25 września 1986 w Aleksandrii) – kanadyjska tenisistka pochodzenia egipskiego.
Największym jej sukcesem w rozgrywkach WTA, był występ w 1 rundzie gry singlowej French Open 2010. W 2012 roku osiągnęła swoje najwyższe miejsce w światowym rankingu i było to miejsce 146.
Na swoim koncie ma 7 wygranych turniejów singlowych i 10 deblowych rangi ITF.

## Wygrane turnieje singlowe rangi ITF
|    | Data       | Turniej    | ($)    | Naw.   | Finalistka              | Wynik         |
| 1. | 25/10/2003 | Lagos      | 10 000 | twarda | Sai-Jayalakshmy Jayaram | 6:4, 6:4      |
| 2. | 16/09/2007 | Lleida     | 10 000 | ziemna | Eva Fernández-Brugués   | 6:2, 6:3      |
| 3. | 26/07/2009 | Valladolid | 25 000 | twarda | Estrella Cabeza Candela | 6:2, 3:6, 6:3 |
| 4. | 08/04/2012 | Jackson    | 25 000 | ziemna | Jelena Bowina           | 6:0, 6:4      |
| 5. | 15/04/2012 | Pelham     | 25 000 | ziemna | Edina Gallovits-Hall    | 3:6, 6:2, 6:4 |
| 6. | 11/05/2014 | Raleigh    | 25 000 | ziemna | Maria Sanchez           | 6:3, 6:4      |
| 7. | 20/09/2015 | Redding    | 25 000 | twarda | Sherazad Reix           | 6:1, 6:3      |